# 1219 dans les croisades
Cette page regroupe les évènements concernant les Croisades qui sont survenus en 1219 :

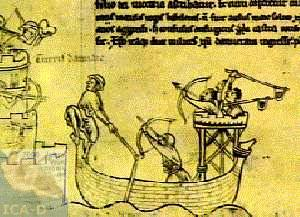
Siège de Damiette

- 5 février : Craignant un coup d'État au Caire, Al-Kamil, sultan d'Égypte, abandonne son camp, laissant le champ libre aux croisés[1].
- 2 mai : mort de Léon II, roi d'Arménie[2].
- au printemps, les Occitans gagnent la bataille de Baziège.
- 2 juin : Le prince Louis de France arrive en Occitanie et rejoint Amaury VI de Montfort qui assiège Marmande[3].
- 10 juin : Prise et pillage de Marmande (Croisade des Albigeois)[3].
- 17 juin : Début du siège de Toulouse par le prince Louis de France et Amaury VI de Montfort[3].
- 1er août : Fin et abandon du siège de Toulouse par le prince Louis de France et Amaury VI de Montfort[3].
- 24 août : mort de Yolande de Hainaut, impératrice latine de Constantinople. Son fils Robert de Courtenay lui succède[2].
- 26 août : mort de Guillaume de Chartres, maître de l'Ordre du Temple[4].
- 5 novembre : les croisés prennent Damiette[2].
- Bohémond IV, reprend Antioche à son neveu Raymond-Roupen[5].